# رولز-رویس دراپ‌تیل
رولزرویس دراپ‌تیل (به انگلیسی: Rolls-Royce Droptail) یک اتومبیل لوکس اندازه بزرگ است که توسط رولز-رویس موتور کارز ساخته شده است. در اوت ۲۰۲۳ معرفی شد و قرار است با چهار نسخه تولید شود.
دراپ‌تیل جانشین بوت تیل به عنوان گران‌ترین خودروی جدید در جهان با قیمت تخمینی بیش از ۳۲ میلیون دلار می‌شود که با هزینه‌های گران‌ترین خودروهای فروخته شده در حراج رقابت می‌کند. مانند بوت تیل، برخی از انواع آن شامل ساعت‌هایی هستند که می‌توان آنها را برداشت و به عنوان ساعت استفاده کرد.

## تاریخچه
دراپ‌تیل در ۱۸ اوت ۲۰۲۳، در هفته اتومبیل مونتری و در خلال پبل بیچ کانکورز دلیگانس ارائه شد. دراپ‌تیل در نسخه La Rose Noire ارائه شد که هر یک از چهار مدل نام، رنگ و فضای داخلی متفاوتی داشتند.
نخستین طرح‌های این خودرو چهار سال پیش از عرضه کشیده شد.

## مشخصات
طراحی خودروها از قایق‌های تفریحی، رودسترهای رولزرویس کلاسیک و هات میله‌های دهه ۱۹۳۰ از سواحل غربی ایالات متحده، با نشانه‌های طراحی و مهندسی اضافی برگرفته از دنیای زمان‌سنجی گرفته شده است.
نخستین نوع معرفی شده La Rose Noire است که به خاطر رز سیاه باکارا فرانسوی نامگذاری شده است. این خودرو شامل چوب چنار مشکی است که از فرانسه تهیه شده است، و دارای یک ساعت اودمر پیگه است.
نوع دوم آمیتیست است. نام و استایل از آمیتیست، سنگ ماه تولد پسر صاحب الهام گرفته شده است. دارای یک ساعت واشرون کنستانتین و سنگ‌های آمتیست واقعی است.
نوع سوم آرکادیا است. این نام به مکانی در اساطیر یونانی اشاره دارد که قرار است نمایانگر بهشت روی زمین باشد. این ساعت دارای یک ساعت مارک رولزرویس است که در طول دو سال طراحی شده است.
دراپ‌تیل از یک شاسی مونوکوک جدید به جای شاسی اسپیس فریم آلومینیومی که عمدتاً در سایر خودروها استفاده می‌شود، استفاده می‌کند؛ بنابراین بر اساس پلت فرم معماری لوکس نیست. این موتور مجهز به یک موتور ۶٫۷۵ لیتری N74B68 وی۱۲ با توربوشارژ دوقلو است که یک نوع از ان۷۴ ب‌ام‌و است.